# Heilandskirche Orlishausen

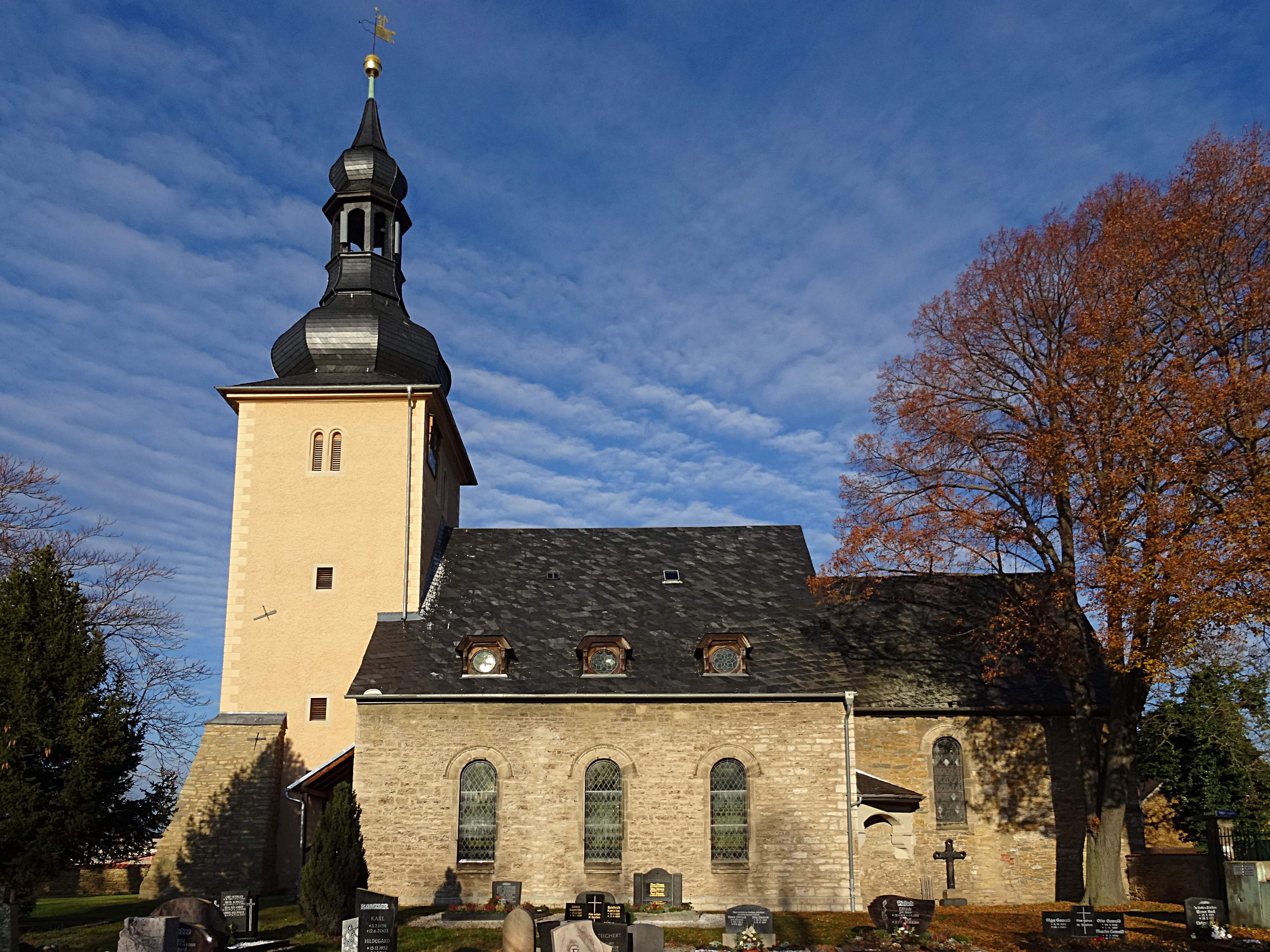
Die Heilandskirche

Die Heilandskirche steht im Ortsteil Orlishausen der Stadt Sömmerda im Landkreis Sömmerda in Thüringen.

## Geschichte
Die ursprünglich dem Hl. Bonifatius geweihte Kirche wurde 1506 erstmals urkundlich erwähnt. 1650 wurde sie wiederum erwähnt, als sie Opfer eines Feuers wurde. Sie wurde als Salvator- (Heilands-)Kirche wieder aufgebaut. 1970 wurde die barocke Haube aufgesetzt und 1891 das Schiff beim Wiederaufbau an den Chor angepasst. Im Inneren befinden sich ein Kanzelkorb und der Chorraum.
Die Glocke aus dem Jahr 1662 wurde von zwei französischen  Glockengießern hergestellt.
Im September 2010 erhielt die Kirche zwei neue Glocken. Die beiden alten stehen auf dem Friedhof.

## Orgel
Die Orgel wurde 1892 von Carl Friedrich Wilhelm Böttcher erbaut. 1971 fand eine Umdisponierung durch Hans Helfenbein statt. Die Orgel hat 17 Register auf zwei Manualen und Pedal.